# 強人 (電視劇)

片頭標誌，長桌另一端為湘漪。

《強人》（英語：Giant）是香港電視廣播有限公司的時裝長篇劇集，共110集。監製李沛權。此劇是首套遠赴美國取景，為香港電視史上的首次。此劇曾經於1980年在翡翠台重播。

## 故事大綱
此劇以舊金山一間酒樓發生了槍殺案開始，後老主人回到香港展開劇情。故事講述一個豪門的兄弟姊妹之間的爾虞我詐，發展成爭產悲劇，情節曲折離奇，十分煽情。
香祖輝（黃允財飾）為香家四少，在其兄香祖榮、香祖耀死後，接管香氏企業做總經理。但其母香程雪怡（湘漪飾）看穿他並非能成大事者，而重用香若楠（李司棋飾）和香蕙之（陳美琪飾），逐漸削弱輝的實權。輝氣惱因父親私生女楠的存在而使大權旁落，視楠為眼中釘。同時，輝與雷氏集團的雷一帆（劉丹飾）相交言深，對帆深信不疑，而帆實則利用輝對付香家，並設計周冰成為輝的女朋友。輝為打擊楠，受帆慫恿唆擺，多次做出出賣香家的事，終被怡炒魷魚。此時，帆與冰見其無利用價值，立刻冷漠待之。輝不甘，與帆爭執動武，被帆錯手殺死。 香祖輝是名副其實的“二世祖”，性格急躁，雖有點小聰明，但沒有真材實學，辦事多有差池，不受母親寵愛，香程雪怡亦對他缺少關心，見面多是斥責或挖苦，母子談話總是幾句未過就爭吵起來，不歡而散。加之怡對輝一步步的硬性削權，迫使他長久離家，最終造成惡果。

## 演員表

### 香家
- 鄭有國 飾 香景山（香程雪怡之夫）
- 湘　漪 飾 香程雪怡（香景山之妻）
- 羅　蘭 飾 香淩素心 (香景山之大媳婦)
- 黃文慧 飾 香周美珍 (香景山之二媳婦)
- 上官玉 飾 駱少梅 (香景山美國之妾,後改嫁薜強)
- 李司棋 飾 香若楠（香景山之私生女；雷博文之女友,後為其妻）
- 陳美琪 飾 香蕙之（香景山之大孫女,香凌素心的大女兒,雷學文之女友,後為其妻）
- 劉雅麗 飾 香敏之 (香景山之細孫女,香凌素心之小女)
- 黃允財 飾 香祖輝（香景山之四子）
- 關菊英 飾 香若梅（香景山之三女）
- 吳新偉 飾 香紹基（香景山之孫,香周美珍之子）

### 雷家
- 石　堅 飾 雷嘯堂（雷一峰、雷一帆之三叔）
- 黃　新 飾 雷一峰（雷一帆之兄；雷朱秀眉之夫；雷博文、雷學文、雷綺文之父）
- 程可為 飾 雷朱秀眉（雷一峰之繼妻；雷博文、雷學文繼母、雷綺文之母）
- 劉　丹 飾 雷一帆（雷一峰之弟）
- 陳嘉儀 飾 雷羅曉芬（雷一帆之妻）
- 朱　江 飾 雷博文（雷一峰之長子；香若楠之男友,後為丈夫)
- 周潤發 飾 雷學文（雷一峰之次子;香蕙之之男友,後為丈夫)
- 廖安麗 飾 雷綺文（雷一峰之幼女,雷博文,雷學文同父異母之妹)

### 其他演員
- 關海山 飾 關國棟 (律師,喜歡香程雪怡)
- 盧少慈 飾 周　冰
- 馬劍棠 飾 周百吉
- 蘇杏璇 飾 凌　茜
- 梁侃輝 飾 張大成 (香家司機)
- 上官玉 飾 駱少梅
- 高　崗 飾 薛　強
- 林偉圖 飾 阿　東
- 何貴林 飾 招亞倫
- 何壁堅 飾 王志明
- 駱　恭 飾 莫雄鈞
- 江　濤 飾 區文雄
- 談泉慶 飾 石　彬
- 楊炎棠 飾 方世傑
- 黎永強 飾 袁　標
- 鄭則仕 飾 羅　昆 私家偵探(被香若楠受聘查案)
- 韓麗芬 飾 ALICE
- 何　恨 飾 袁國光
- 李鵬飛 飾 崔百祖
- 佩　雲 飾 崔　太
- 梁小玲 飾 相　雲
- 江　毅 飾 全　叔 (香家花王)
- 梁　愛 飾 全　嬸 (香家管家)
- 陳　東 飾 陳　炳
- 梅　蘭 飾 炳　妻
- 韋以茵 飾 陳　珠
- 嚴秋華 飾 陳　明
- 徐廣林 飾 江義鄰
- 鄭麗芳 飾 護　士 (雷兆堂之私家看護)
- 李國麟 飾 洛　雄
- 羅國維 飾 蔡崇明 (香若梅男友,後為丈夫)
- 野　峰 飾 三浦秀夫
- 謝　虹 飾 張　勝
- 特別客串：羅　文 (第27集)

## 外部連結
- 無線電視長編經典劇集(1976-1980)
- 《強人》 GOTV 第1集重溫

## 電視節目的變遷
| 英屬香港 無綫電視翡翠台 翡翠劇場 · 星期一至五 19:05-20:00 | 英屬香港 無綫電視翡翠台 翡翠劇場 · 星期一至五 19:05-20:00 | 英屬香港 無綫電視翡翠台 翡翠劇場 · 星期一至五 19:05-20:00 |
| --------------------------------------------------------- | --------------------------------------------------------- | --------------------------------------------------------- |
|                                                           | 強人 （1978年5月1日 - 1978年9月29日）                     |                                                           |
| 大亨 （1978年1月2日 - 1978年4月28日）                     | 奮鬥 （1978年10月2日 - 1979年1月26日）                    |                                                           |